# Geelvink Bay jezici
Geelvink Bay jezici, nekadašnja porodica papuanskih jezika iz Irian Jaye, Indonezija. Obuhvaćala je (33) jezika
a) istočni Geelvink Bay jezici (11). danas se vodi kao samostalna porodica: anasi, barapasi, bauzi, burate, demisa, kofei, nisa, sauri, tefaro, tunggare, woria;
b) Lakes Plain (20), danas se vodi kao samostalna porodica:
b1. Awera (1): awera;
b2. East Lakes Plain (2): foau, taworta;
b3. Rasawa-Saponi (2): rasawa, saponi;
b4. Tariku (15):
a. Central (2): edopi, iau;
b. Duvle (1): duvle;
c. East (9): obokuitai, biritai, doutai, eritai, kaiy, kwerisa, papasena, sikaritai, waritai;
d. West (3): fayu, kirikiri, tause;
c) Yawa, danas se naziva yapen (2): saweru, yawa. Danas se vodi kao dio zapadnopapuanske porodice.

## Vanjske poveznice
- Ethnologue (14th)

[ Ethnologue (16th)] /